# Сарај (Скопље)
Сарај (мкд. Сарај) је насеље у Северној Македонији, у северном делу државе. Сарај је седиште истоимене градске општине Сарај, која обухвата западни део града Скопља.

## Географија
Сарај је смештен у северном делу Северне Македоније. Од најближег већег града, Скопља, насеље је удаљено 8 km западно.
Насеље Сарај је на југозападу историјске области Скопско поље, која се поклапа са пространом Скопском котлином. Место насеље је везано за ушће реке Треске у реку Вардар. Југоисточно од насеља издиже се планина Водно, док се југозападно издиже Сува гора. Надморска висина насеља је приближно 270 метара.
Месна клима је измењена континентална са мањим утицајем Егејског мора (жарка лета).

## Становништво
Сарај је према последњем попису из 2002. године имао 5.232 становника.
Етнички састав:
| Националност | Број ст.      |
| Македонци    | 578 (11,0%)   |
| Албанци      | 4.294 (82,1%) |
| Цигани       | 213 (4,1%)    |
| Бошњаци      | 78 (1,5%)     |
| остали       | 69 (1,3%)     |

Већинска вероисповест је ислам, а мањинска је православље.